# Abdullah Abkar Mohammed
Abdullah Abkar Mohammed (ur. 1 stycznia 1997) – saudyjski lekkoatleta, sprinter.  
W 2015 stawał na podium igrzysk Rady Współpracy Zatoki Perskiej. Półfinalista biegu na 60 metrów podczas halowych mistrzostw świata w Portland (2016). Brązowy medalista juniorskich mistrzostw Azji na dystansie 100 metrów oraz olimpijczyk z Rio de Janeiro (2016).

## Osiągnięcia
| Rok  | Impreza                          | Konkurencja    | Miejsce                 | Lokata     | Wynik |
| ---- | -------------------------------- | -------------- | ----------------------- | ---------- | ----- |
| 2016 | Halowe mistrzostwa świata        | Portland       | bieg na 60 metrów       | półfinał   | 6,68  |
| 2016 | Mistrzostwa Azji juniorów        | Ho Chi Minh    | bieg na 100 metrów      | 3. miejsce | 10,45 |
| 2016 | Igrzyska olimpijskie             | Rio de Janeiro | bieg na 100 metrów      | eliminacje | 10,26 |
| 2017 | Igrzyska solidarności islamskiej | Baku           | bieg na 100 metrów      | półfinał   | 10,51 |
| 2017 | Igrzyska solidarności islamskiej | Baku           | sztafeta 4 × 100 metrów | 6. miejsce | 40,61 |
| 2017 | Mistrzostwa świata               | Londyn         | bieg na 100 metrów      | eliminacje | 10,31 |
| 2017 | Halowe igrzyska azjatyckie       | Aszchabad      | bieg na 60 metrów       | –          | DQ    |
| 2017 | Halowe igrzyska azjatyckie       | Aszchabad      | sztafeta 4 × 400 metrów | eliminacje | DQ    |
| 2018 | Halowe mistrzostwa świata        | Birmingham     | bieg na 60 metrów       | półfinał   | 6,63  |
| 2023 | Mistrzostwa Azji                 | Bangkok        | bieg na 100 metrów      | 2. miejsce | 10,19 |
| 2023 | Mistrzostwa Azji                 | Bangkok        | sztafeta 4 × 100 metrów | 4. miejsce | 39,12 |
| 2023 | Igrzyska azjatyckie              | Hangzhou       | bieg na 100 metrów      | półfinał   | 10,21 |
| 2023 | Igrzyska azjatyckie              | Hangzhou       | bieg na 200 metrów      | 2. miejsce | 20,63 |
| 2024 | World Athletics Relays           | Nassau         | sztafeta 4 × 100 metrów | eliminacje | 39,58 |
| 2025 | Mistrzostwa Azji                 | Gumi           | bieg na 100 metrów      | 3. miejsce | 10,30 |

## Rekordy życiowe
- Bieg na 60 metrów (hala) – 6,60 (2018)
- Bieg na 100 metrów – 10,03 (2018) rekord Arabii Saudyjskiej
- Bieg na 200 metrów – 20,50 (2022) / 20,29w (2016)